# Thermoselect
Thermoselect bezeichnet ein thermisches Verfahren des Recyclings. Es wurde von der Thermoselect S. A. in Locarno angeboten, über welche am 29. Oktober 2009 der Konkurs eröffnet wurde. Danach wurde die Thermoselect-Technologie von der Firma Vivera Corporation übernommen, die das Verfahren weltweit anbietet. 

## Grundprinzip
Bei diesem Verfahren wird in einem ersten Schritt der Abfall in einer Abfallpresse zu einem schubsteifen Abfallpaket verdichtet, das in einen direkt angeschlossenen, beheizten Entgasungskanal geschoben wird. Hierbei entsteht Synthesegas, das verstromt oder zur chemischen Synthese genutzt und so wiederverwertet wird. Beim Verbrennen des Synthesegases in einem Kraftwerk arbeitet die Thermoselect-Technologie ohne umweltschädliche Emissionen. Vom Kanal gelangt der ausgegaste Abfall dann unterbrechungslos in einen Hochtemperaturreaktor, in dem die organischen Bestandteile des Abfalls durch Zugabe von technisch reinem Sauerstoff restlos verbrennen, wobei Temperaturen von 1200° bis zu 2000 °C erreicht werden. Diese Temperaturen und eine Verweilzeit von mindestens 2 Sekunden sind wichtige Voraussetzungen, damit auch halogenierte Kohlenwasserstoffe wie Dioxine und Furane vollständig zerstört werden. Im Endergebnis entstehen aus dem Abfall verwertbare, feste Produkte, z. B. ein inertes mineralisches Granulat.

## Praxiseinsatz

### Karlsruhe

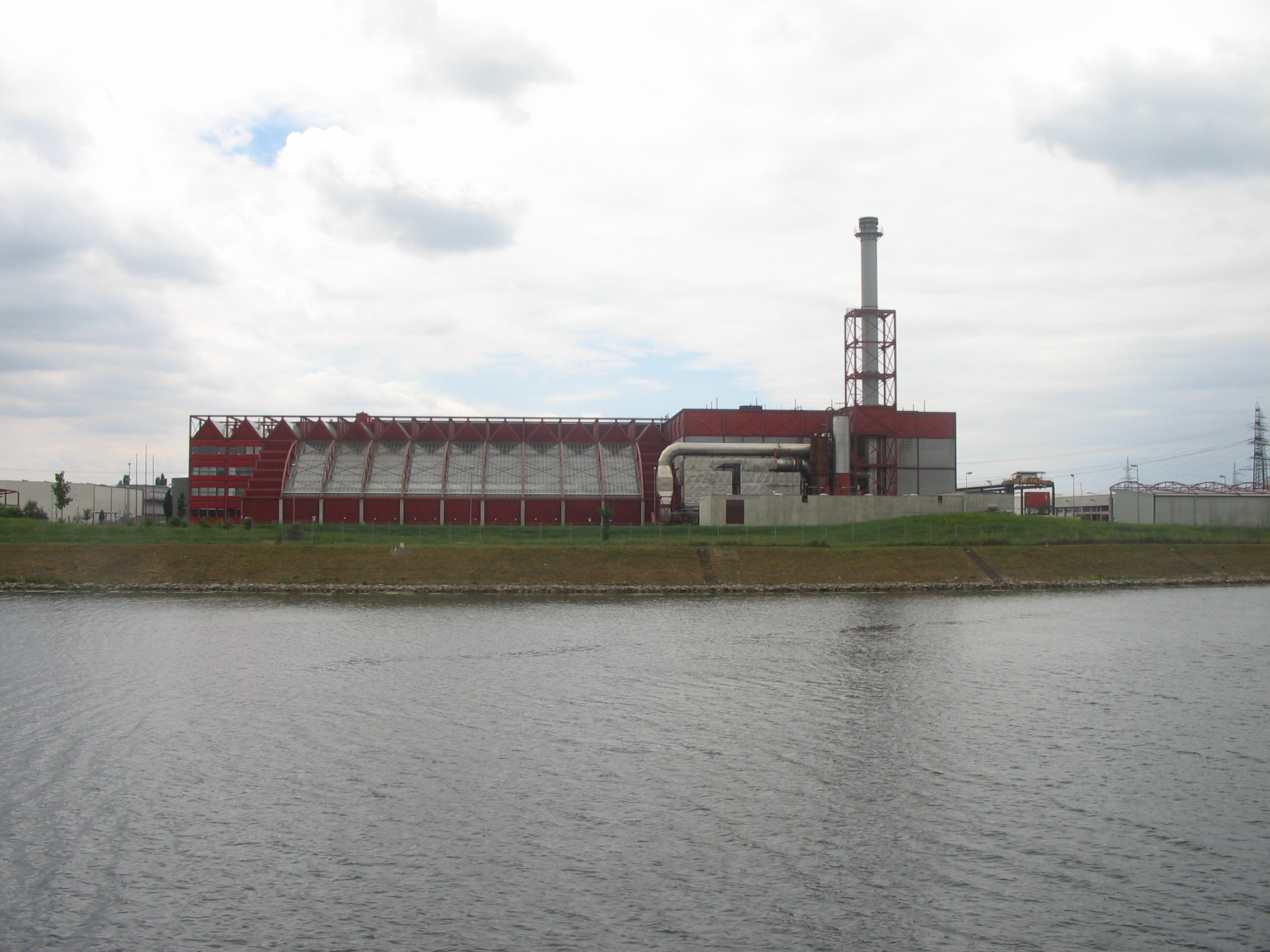
Stillgelegte Thermoselect-Anlage im Karlsruher Rheinhafen

In Karlsruhe lief der Betrieb von 1999 bis 2004 mit einer geplanten Kapazität von 225.000 t/a Hausmüll- und hausmüllähnlicher Gewerbemüll. Die Anlage wurde geschlossen, weil sie aufgrund technischer Probleme nie die angestrebte Kapazität erreichte. 2003 wurde daher die Anlage in Karlsruhe (ebenso die in Ansbach) von EnBW außerplanmäßig abgeschrieben, was das EBITDA laut Halbjahresbericht 2003 mit 283 Millionen € belastete. Die Verluste, die EnBW insgesamt aus dem sogenannten Thermoselectgeschäft erlitten hat, wurden 2004 (zur endgültigen Stilllegung der Karlsruher Anlage) verschiedentlich mit über 400 Millionen € beziffert.

### Japan
Die erste Anlage wurde im Jahre 1999 von Thermoselect nach Chiba geliefert und in Betrieb genommen. Sie arbeitete in den folgenden Jahren mit Gewinn. Für den japanischen Markt wurde eine Lizenz an JFE (früher Kawasaki Steel) vergeben.
Die japanische Firma Kawasaki Steel baute vier Anlagen mit der Thermoselect-Technologie. Aus einem Artikel in der Zeitung Nihon Keizai Shimbun vom 15. Februar 2008 geht hervor, dass die Betreiberfirma JFE, ein Joint Venture von Kawasaki Steel und Nippon Kokan (NKK), mit diesen Anlagen 2007 einen Verlust von 1,7 Milliarden Yen (ca. 10 Millionen Euro) erlitt. Für die Vertragslaufzeit bis 2021 wurden Rückstellungen gebildet, die z. B. bei wieder ansteigenden Behandlungspreisen aufgelöst werden.  
Heute ist das Thermoselect-Verfahren in sieben Anlagen in Japan im kommerziellen Einsatz. Es werden Hausmüll, Industriemüll und gemischte Fraktionen eingesetzt. Das Synthesegas wird unterschiedlich verwendet, z. B. zur Verstromung in Dampfturbinen und in Gasmotoren für Tests in Brennstoffzellen, oder es wird an ein benachbartes Stahlwerk zum Einsatz in einer Gasturbine abgegeben:
- Chiba: Betriebsbeginn 1999, Kapazität 300 t/d, Industriemüll, Hausmüll, Schlämme;
- Mutsu: Betriebsbeginn 2003; Kapazität 140 t/d, Hausmüll;
- Osaka: Betriebsbeginn 2004; Kapazität 95 t/d, Plastik, Industrieschlämme;
- Kurashiki: Betriebsbeginn 2004; Kapazität 555 t/d; Hausmüll, Sperrmüll, Industrieschlämme, Shredderleichtfraktionen, Chemieabfälle, Plastik;
- Nagasaki: Betriebsbeginn 2005; Kapazität 300 t/d; Hausmüll, Sperrmüll;
- Tokushima: Betriebsbeginn 2005; Kapazität 120 t/d Hausmüll, Sperrmüll;
- Yorii:  Betriebsbeginn 2006; Kapazität 450 t/d; Haus- und Industriemüll

Für die USA wurde das Thermoselect-Verfahren an IWT Interstate Waste Technology lizenziert. Mehrere große Städte haben ihr Interesse an dem Verfahren zur umweltfreundlichen Lösung ihres Müllproblems bekundet. Unter anderem wurde vom County Los Angeles ein weitangelegter Verfahrensvergleich durchgeführt, der das Thermoselect-Verfahren auf Platz 1 setzte.

## Unternehmen
Die Thermoselect S.A. war eine 1990 gegründete schweizerische Aktiengesellschaft mit Sitz in Locarno im Kanton Tessin. Unternehmenzweck waren laut Handelsregister-Eintrag „Tätigkeiten aller Art im Bereich der Thermochemie in der Schweiz sowie im Ausland“, insbesondere die Förderung, der Bau, der Verkauf und die Verwaltung von Anlagen zur Hochtemperaturvergasung von Abfällen sowie die Beratung bei deren Planung, wobei das Thermoselect-Verfahren zum Einsatz kommen sollte.
Nach Scheitern der Projekte mit der EnBW klagte die Thermoselect auf Schadensersatz in Höhe von mehr als eine halbe Milliarde Euro, verlor den Rechtstreit im November 2007 jedoch vor dem Oberlandesgericht Karlsruhe. Für die nicht fertiggestellte Anlage in Ansbach wurde Thermoselect 2009 von Oberlandesgericht Nürnberg zu einer Zahlung von 13 Millionen Euro verurteilt. Dieses Urteil wurde mit dem Verwerfen der Nichtzulassungsbeschwerde durch den Bundesgerichtshof im Oktober 2013 rechtskräftig.
Über die Thermoselect S.A. wurde allerdings am 29. Oktober 2009 der Konkurs eröffnet. Nach der Liquidation erfolgte die Löschung des Unternehmens durch das Handelsregisteramt Tessin im Schweizerischen Handelsamtsblatt (SHAB) zum 30. November 2015.
Die Rechte an der Marke Thermoselect hielt im August 2022 die Firma Vivera Corporation Ltd. im liechtensteinischen Vaduz.

## Trivia
Aufgrund der hohen Fehleranfälligkeit der Anlage in Karlsruhe gaben ihr die Einwohner sehr bald den Spitznamen „Thermodefekt“.